# Przeszkoda (jeździectwo)
Przeszkoda – obiekt w jeździectwie wymagający pokonania go przez konia (lub konia i jeźdźca) skokiem.
Przez lata koń, gdy był używany jako środek poruszania się, pokonywał różne przeszkody naturalne: rowy, płotki, mury. Z czasem przeskakiwanie przez różnego rodzaju przeszkody stało się rozrywką, a człowiek wytworzył konkurencje które na tym polegały. Dzisiaj są to skoki przez przeszkody oraz wszechstronny konkurs konia wierzchowego.

## Podział
Wyróżnia się przeszkody terenowe (inaczej naturalne) i sztuczne. 
Przeszkodami terenowymi są wszelkiego rodzaju elementy topografii terenu jak murki, rowy, płoty, skarpy, kłody, nasypy, żywopłoty i tym podobne. Ich wspólną cechą jest stałość. Nie mają one elementów ruchomych, które koń mógłby strącić lub zrzucić. Przeszkody mogą być również zbudowane przez człowieka, na przykład: masywne bariery, kłody celowo ustawione w danym miejscu, sągi drewna, mury, stoły z bali, beczki, snopy siana i tym podobne. Przeszkody te mogą stać zarówno pojedynczo jak i grupowo (tworzyć kombinacje). Wyżej wymienione przeszkody używane są w crossie.
Przeszkody sztuczne powstawały, gdy jazda konna przez przeszkody przestała być koniecznością, a rozrywką i przeniesiona została na zamknięty teren. Przeszkody te znacznie różnią się od przeszkód naturalnych i w odróżnieniu od nich są przenośne. Na stojakach są zamontowane tak zwane kłódki, na których opiera się drąg, który spada przy uderzeniu. Przeszkody tego rodzaju dzielone są na pionowe i szerokie. Do pionowych można wliczyć: stacjonatę, kopertę, bramę sztokholmską, mur i hydrę. Wśród przeszkód szerokich wymienić należy: okser, pijany okser, doublebarre, triplebarre, pająk, wachlarz, rów z wodą. Pojedyncze przeszkody można stawiać w szeregu lub w linii. Przeszkody zazwyczaj budowane są z drewna lub tworzyw sztucznych.  